# Národopisná výstava českoslovanská v Praze 1895

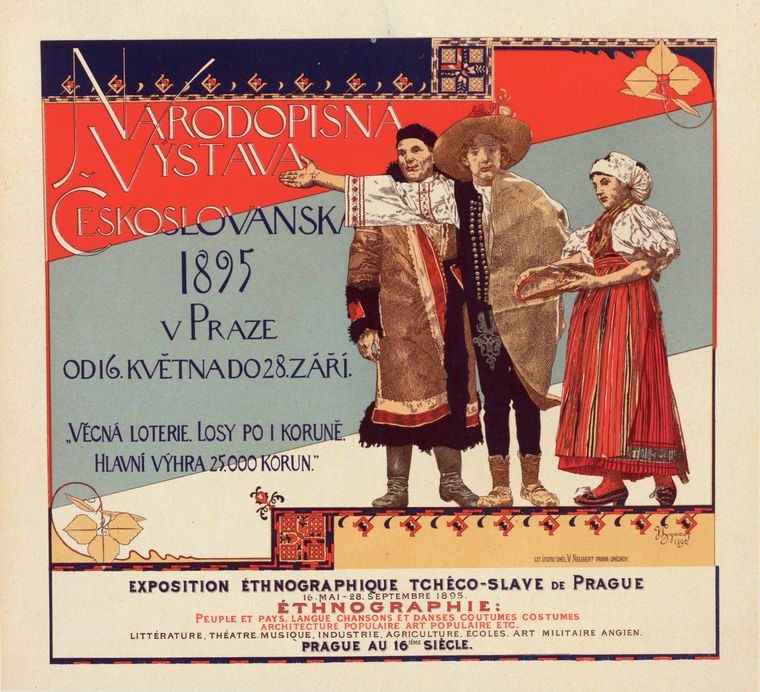
Plakát k výstavě od Vojtěcha Hynaise

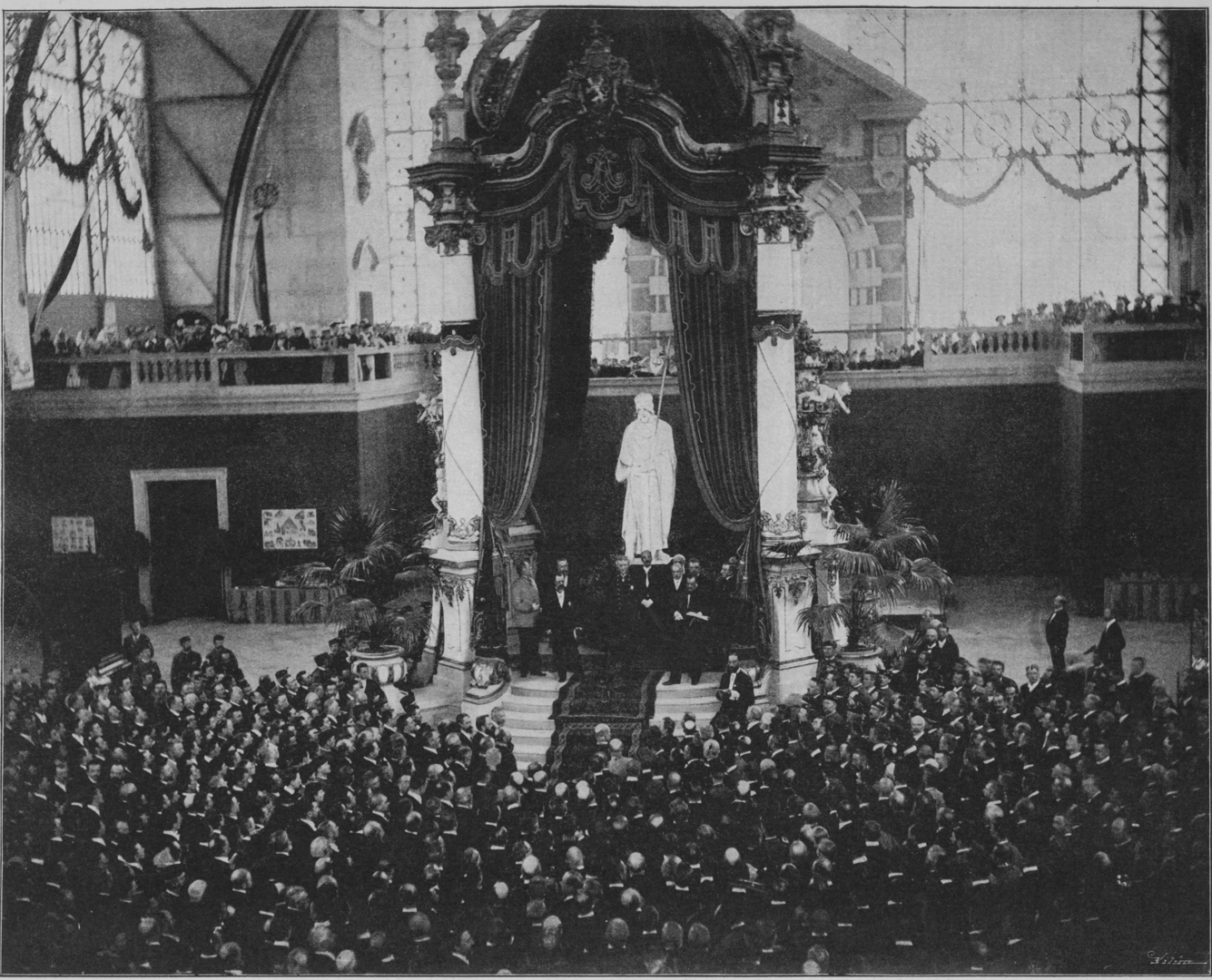
Slavnostní zahájení výstavy (foto: Moritz Adler)

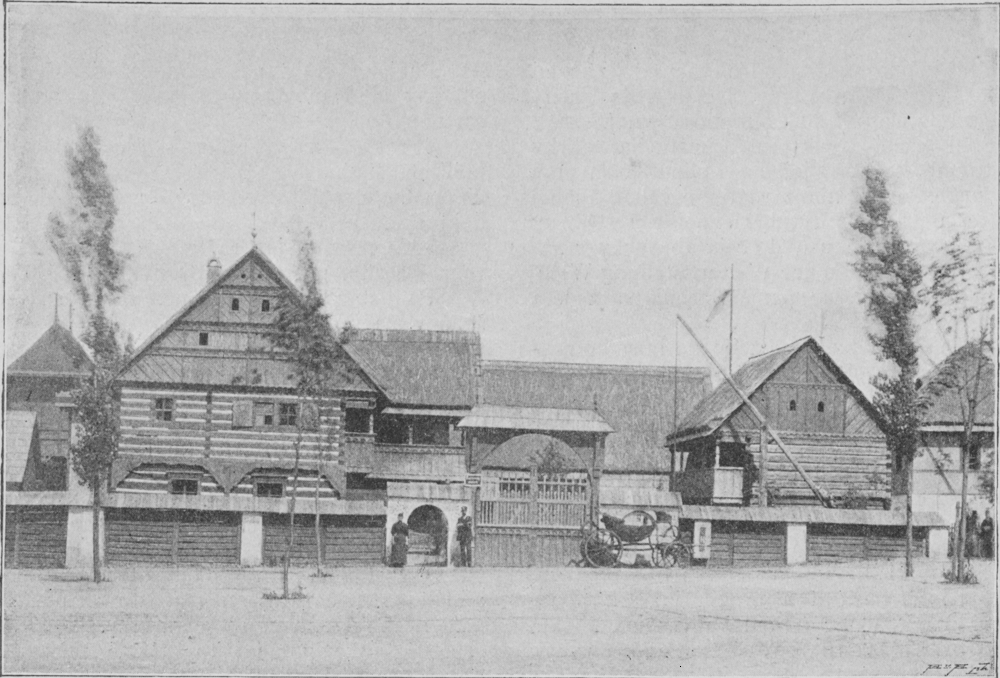
Pojizerská chalupa

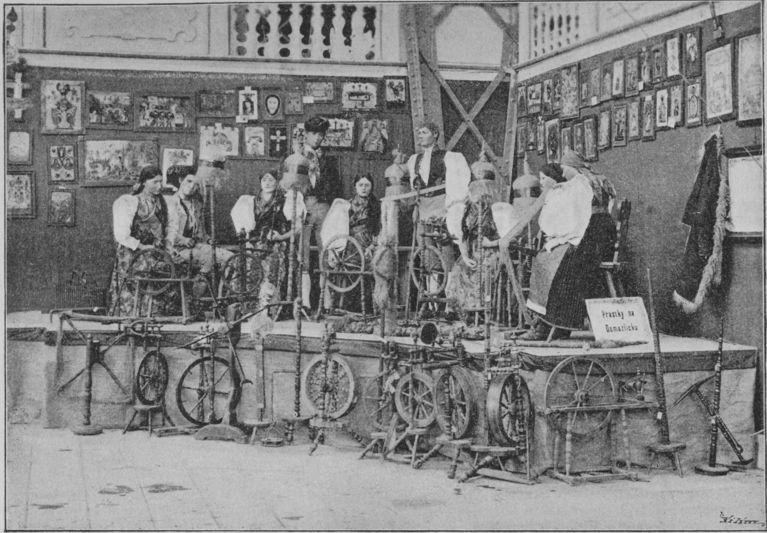
Přástky na Domažlicku

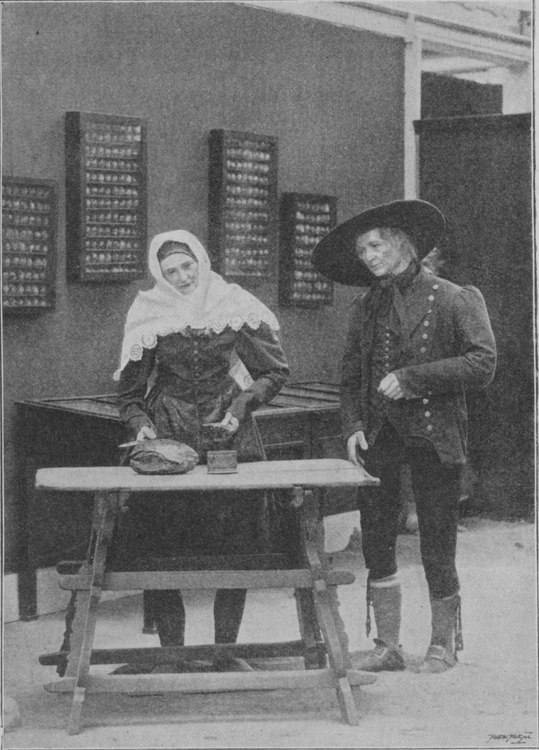
Stařík a stařenka z Troubska vítají hosta chlebem a solí

Národopisná výstava českoslovanská v Praze roku 1895 měla za cíl předvést život, náboženské a kulturní tradice českého a slovanského lidu. Konala se na stejném místě jako Jubilejní výstava 1891 – na výstavišti v Královské oboře. Předcházela jí tři léta přípravných prací v jednotlivých regionech, 170 krajinských výstav a početné národopisné slavnosti. Vybrané exponáty pak byly z regionů poslány do Prahy.

## Zahájení výstavy
Výstava byla zahájena 15. května 1895. V tento den se konala pouť věnovaná památce Jana Nepomuckého. Slavnost bylo započata svatováclavským chorálem a hrabě Vladimír Lažanský pronesl úvodní slovo. Ukončení výstavy se pak konalo 31. října 1895. Výstavu doprovodila řada akcí jako byl Plzeňský den, Dětský den, Slovenské dny a další. Vstupné do výstavy činilo 40 krejcarů na den pro jednu osobu, nedělní a sváteční bylo po 30 krejcarech, dětské (do 10 let) 20 krejcarů. Bylo možné koupit si předplatné na 10 dní za 3 zlatky. V mnoha expozicích se ještě vybíralo další zvláštní vstupné – výdaje pouze na vstupenky na osobu do všech expozic činily 2 zlatky. Výstava tedy nebyla levnou záležitostí. V prvním týdnu ji navštívilo 60 tisíc diváků. Hlavním důvodem, proč návštěva nebyla ještě větší, bylo však spíše deštivé počasí.

## Ústřední expozice
Byla věnována tradicím kultury, umění a náboženství. Bylo zde vystaveno několik set exponátů, mnohé prvotřídní umělecké památky, jimiž se regiony snažily napravit svou absenci z předchozí Jubilejní výstavy. Termínem národopisné se totiž rozuměly veškeré památky s určeným místem původu. Výběr  nejvýznamnějších předmětů byl publikován v albu se světlotiskovou fotografickou přílohou, které uspořádali František A. Borovský a Karel Chytil. Další početný soubor tvořily umělecké, zejména uměleckořemeslné památky z 15.-19. století (zvl. sklo, keramika, textil, dřevořezby), nabízené návštěvníkům k prodeji. Jimi si pražská i regionální muzea doplnila své sbírky, ale také se leccos ztratilo, zpravodajství z výstavy tak zůstává poslední stopou jejich existence.   

## Výstavní vesnice
Zpočátku výstava kromě dokončených expozic a svátečních promenádních koncertů nenabízela žádný zvláštní program. I to však nebylo málo. Centrem zájmu návštěvníků se rychle stala výstavní dědina. Podle původní koncepce měla být představena kompletní obec včetně sociální struktury a zaměstnání, které se v sídle výrazně odráží. Nakonec však byly stavby zřízeny jako výběr stavebních typů několika charakteristických národopisných oblastí. Vzhledem k tomu, že jednotlivé stavby pocházely z různých podmínek, bylo těžké spojit je v jeden celek. Obtížné bylo i praktické provedení a v tomto směru docházelo ke značným disproporcím. Nejcennější byly stavby okopírované přímo z terénu, postavené místními řemeslníky. Minimální národopisnou hodnotu pak měly stavby volně inspirované lidovými vzory. Toto však nemělo na návštěvníky velký vliv a vesnice byla srdcem výstavy. O to smutnější byl konec vesnice. Její údržba byla nákladná a proto byla prodána. Z výstavy zůstala dochována stavební dokumentace a řada malých modelů.

## Výstava kroje
Výstava kroje se uskutečnila v Národopisném paláci a konečné slovo při její prezentaci měli regionální sběratelé, neboť vystavované kusy sesbírali pro Prahu právě oni. Vývojové hledisko oděvních součástek bylo potlačeno na minimum a převážně se prezentovaly jednotlivé, bohatě vyšívané kusy oblečení, spíše ženské než mužské. Přes veškerou snahu došlo v některých případech k nepřesnostem, a i do seriózních publikací se dostaly omyly. Musíme však brát v úvahu, že fundovaných zpracování bylo v té době zatím málo a zdaleka nepokrývalo celé území. Z hlediska krojů byly na dobré profesionální úrovní nainstalovány skupiny figurín. Patřila sem například svatba z jihočeských Blat, chodské přástky, plzeňské námluvy, manželé z Troubska, valašská izba.

## Krajinská oddělení
Vedle centrální expozice, tematicky rozčleněné, probíhaly souběžně jednotlivé regionální výstavky, které v některých případech kopírovaly to, co již bylo v hlavní expozici. Jejich náplň byla ponechána na vystavovatelích – výsledkem byla různá úroveň od originálních výstavek až po ty zcela se míjející s ideou Národopisné výstavy. K těm dobrým patřilo valašské oddělení i většina ostatních moravských expozic, Mladoboleslavsko, Hořicko, slánský pavilon a oddělení Dolních Rakous.

## Výstavka zvykoslovná
Toto oddělení se stalo jednou z nejnavštěvovanějších a nejpřitažlivějších expozic celé výstavy. Zvyky, které zde byly zastoupeny, můžeme rozdělit do devíti skupin:
1. tzv. starodávné obyčeje – chození s Luckou, Mikulášem, Klibnou, Dorotkou, Řehořem, koledování, vynášení Smrti a přinášení Lít, pomlázka, hra na krále a královnu, honění krále, pálení čarodějnic atd.
2. způsob oslavování svátků církevních a výročních
3. zvyky při porodech, křtech, úvodech, biřmování, námluvách, svatbách, pohřbech atd.
4. obyčeje při počátku polních i zahradních prací, přástkách, draní peří, domácích zábavách
5. zvyky v dobytkářství, při prvních vyhánění na pastvu, prodávání a kupování dobytka a jeho léčení
6. obyčeje při zakládání domů a stěhování, při pečení chleba, včelařství, rybářství
7. léčení a ošetřování nemocných, léky, čarodějné prostředky
8. zvyky právní – svatební smlouvy, zasazování mezníků, odznakové hole
9. vztahy rodinné – poměr dětí k rodičům, vyměnkářství, vzájemné pozdravení se atd.

Aby byly zvyky a obyčeje prezentovány co nejnázorněji, byly vedle trojrozměrných předmětů, bohaté fotografické a kresebné dokumentace některé zpodobněny i skupinou miniaturních figurín. Mnoho pak bylo předvedeno formou prezentace na scénách výstavního amfiteátru nebo přímo v prostorách výstaviště.
Na výstavě se prezentoval svým exponátem i Český klub filatelistů.

## Lidové umění
Výstavu příkladů lidového umění organizovali Jan Koula (světskou část) a Eduard Šittler (církevní umění). Koula, stejně jako Josef Fanta také vystavovali vlastní práce, inspirované lidovým uměním. Část výstavy byla prodejní, a tak exponáty z ní získali do svých sbírek Národopisné muzeum, Náprstkovo Průmyslové muzeum nebo Národní muzeum.

## Všesokolský slet
Už při předchozí Jubilejní výstavě 1891 se podíleli sokolové uspořádáním svého II. všesokolského sletu vedle výstaviště a rozhodli se podpořit i tuto akci v roce 1895. S ohledem na velký nárůst členské základny se Slavnostní výbor rozhodl sletiště zřídit v době výstavy na Letenské pláni. III.všesokolský slet se zde podařilo uspořádat v době od 28. června do 30. června 1895. Sokolové pak na samotném výstavišti v neděli 30. června předvedli akci Dostaveníčko na výstavě, kde vytvořili lampionový rej s pomocí souvislých řad a měnících se sestav sokolů. V pondělí 1. července pak sokolové hromadně navštívili na výstavišti sokolskou expozici. Byl to pavilon ve tvaru tělocvičny s doprovodnými výstavkami trofejí a dokumentů. Odpoledne téhož dne v Královské oboře předvedli sokolskou jízdu se cvičením na koních.